# Boro the Caterpillar
Boro the Caterpillar (Japans: 毛虫のボロ; Kemushi no Boro) is een Japanse korte film uit 2018, geregisseerd en geschreven door Hayao Miyazaki en geproduceerd door Studio Ghibli.

## Verhaal
Het verhaal gaat over een onlangs uitgekomen rups genaamd Boro terwijl hij zijn eerste stappen in de wereld zet.

## Rolverdeling
De Japanse televisiepresentator en komiek Tamori verzorgde alle stemmen en geluidseffecten voor Kemushi no Boro. Het pianostuk aan het einde van de korte film werd uitgevoerd door Joe Hisaishi.

## Productie
De oorsprong van Boro vloeide voort uit schetsen die Miyazaki in 1995 had gemaakt. Miyazaki bracht Boro voor het eerst ter sprake als een mogelijk idee voor een film, maar Ghibli-producent Toshio Suzuki, bezorgd over de moeilijkheid van het maken van een speelfilm zonder menselijke karakters, stelde voor om in plaats daarvan Prinses Mononoke te maken.
Na de release van The Wind Rises in 2013 kondigde Miyazaki zijn pensionering aan. Omdat hij echter voelde dat Miyazaki nog steeds aan projecten wilde werken, vroeg Suzuki de gepensioneerde regisseur of hij geïnteresseerd zou zijn in het maken van een korte film met zijn Boro-idee. In 2015 besloot Miyazaki met pensioen te gaan om te werken aan een korte film van ongeveer tien minuten die exclusief in het Ghibli Museum zou worden vertoond.
Terwijl Miyazaki ook al door de computer gegenereerde afbeeldingen (Computer-Generated Imagery of CGI) had verwerkt in eerdere, met de hand getekende films zoals Spirited Away, was Boro Miyazaki's eerste werk waarin een CGI-geanimeerde hoofdpersoon werd verwerkt. Suzuki had Miyazaki voorgesteld om met behulp van CGI te werken, omdat hij dacht dat "de uitdaging van een nieuwe techniek Miyazaki weer in vuur en vlam zou kunnen zetten". Miyazaki zelf verklaarde: "Ik heb ideeën die ik misschien niet met de hand kan tekenen, en CGI kan een manier zijn om dat te doen - dat is mijn hoop. Het is een nieuwe technologie". Gezien de keuze van Suzuki koos Miyazaki ervoor om met een team van Japanse CGI-animatoren te gaan werken in plaats van met Pixar onder leiding van John Lasseter te werken, aangezien hij met de eerstgenoemde groep Japans zou kunnen spreken. Op 21 september 2015 kondigde CG-animator Yuhei Sakuragi aan dat hij Miyazaki zou helpen Boro te voltooien. De productie van de film werd gedeeltelijk gedocumenteerd in de door NHK geproduceerde documentaire Never-Ending Man: Hayao Miyazaki, uitgebracht in 2016.

### Release
Boro the Caterpillar ging op 21 maart 2018 in première in het Ghibli Museum. De film is enkel te zien in het museum en in het Ghibli Park.